# Langsprietroeipootkreeft
De langsprietroeipootkreeft (Acartia (Acanthacartia) tonsa) is een eenoogkreeftjessoort uit de familie van de Acartiidae. De wetenschappelijke naam van de soort werd in 1849 voor het eerst geldig gepubliceerd door Jacobus D. Dana.

## Beschrijving
De langsprietroeipootkreeft is doorschijnend en is gewoonlijk tussen ongeveer 0,8 en 1,5 mm lang bij de vrouwentjes en van ongeveer 0,8 tot 1,3 mm bij de mannentjes. Het lichaam is worstvormig en bestaat uit twee delen. Het meest opvallende deel is het kopborststuk (cephalothorax), bestaande uit de kop en het borststuk. Dit kopborststuk is afgerond aan de voorzijde, draagt twee paar antennes en een aantal monddelen op de kop en vijf paar poten aan de borst. Het eerste paar antennes is veel langer dan het tweede paar. Het andere deel – de buik of het 'abdomen' – is sterk verkort, tot slechts één vierde van de kop en het borststuk.

## Verspreiding
De oorspronkelijke herkomst van het langsprietroeipootkreeftje is niet bekend, maar de soort kwam vóór zijn introductie in Europa wel voor in de Indo-Pacifische regio en langs de oostkust van de Verenigde Staten. Het diertje zwemt vrij in de waterkolom en maakt er deel uit van het zogenaamde dierlijk plankton (=zoöplankton). Het is een typische estuariumsoort, die ook in het zeemilieu kan gedijen. Ze zijn een belangrijke voedselbron voor veel vissoorten. Verschillende onderzoeken wijzen uit dat ze overdag in de buurt van de oceaanbodem verzamelen en 's nachts dichter naar de oppervlakte stijgen. Dit gedrag helpt A. tonsa waarschijnlijk roofdieren te vermijden die afhankelijk zijn van visuele waarneming om prooien te lokaliseren en te vangen.
Zoals veel plankton die veel voorkomen in estuaria, kunnen ze in een breed scala van temperaturen en zoutgehalten gedijen. De wijdverbreide verspreiding van Acartia tonsa kan het gevolg zijn van het feit dat deze roeipootkreeftjes als ballast in schepen worden vervoerd. Hun tolerantie voor veranderingen in het zoutgehalte heeft waarschijnlijk bijgedragen aan hun succes als invasieve soort in sommige regio's. 